# Heřmaň (České Budějovice-i járás)
Heřmaň település Csehországban, a České Budějovice-i járásban. Heřmaň Nedabyle, Borovnice, Plav és Doudleby településekkel határos. Lakosainak száma 203 fő (2024. január 1.).

## Népesség
A település lakosságának változását az alábbi diagram mutatja:
| Lakosok száma | 267  | 273  | 258  | 199  | 175  | 144  | 194  | 190  | 204  | 203  |
|               | 1869 | 1890 | 1921 | 1950 | 1980 | 2001 | 2017 | 2019 | 2022 | 2024 |